# Vale Saddleback
O Vale Saddleback (em inglês:  Saddleback Valley) está localizado no sul do Condado de Orange e é casa das cidades de Mission Viejo, Ladera Ranch, Rancho Santa Margarita, Lake Forest, entre outras.